# Krokstasjön
Krokstasjön är en sjö i Örnsköldsviks kommun i Ångermanland och ingår i Gideälvens huvudavrinningsområde. Sjön har en area på 0,569 kvadratkilometer och ligger 343 meter över havet. Krokstasjön ligger i Hemlingsån Natura 2000-område. Sjön avvattnas av vattendraget Hemlingsån.

## Delavrinningsområde
Krokstasjön ingår i det delavrinningsområde (707688-161132) som SMHI kallar för Utloppet av Krokstasjön. Medelhöjden är 375 meter över havet och ytan är 3,14 kvadratkilometer. Räknas de 12 avrinningsområdena uppströms in blir den ackumulerade arean 51,69 kvadratkilometer. Hemlingsån som avvattnar avrinningsområdet har biflödesordning 2, vilket innebär att vattnet flödar genom totalt 2 vattendrag innan det når havet efter 90 kilometer. Avrinningsområdet består mestadels av skog (67 procent). Avrinningsområdet har 0,57 kvadratkilometer vattenytor vilket ger det en sjöprocent på 18,1 procent.